# Ernst Stizenberger

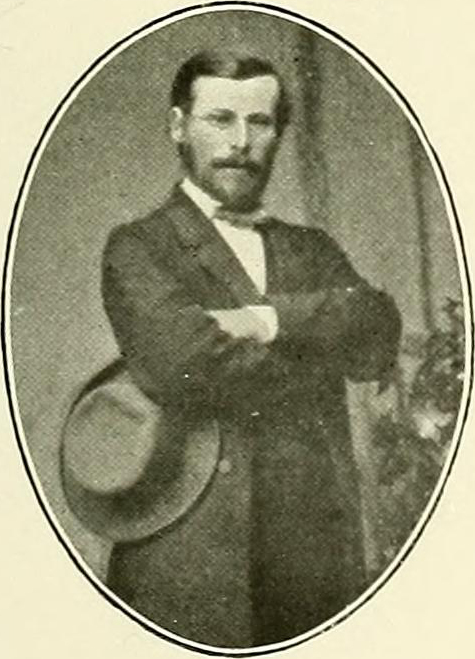
Ernst Stizenberger

Ernst Stizenberger (* 14. Juni 1827 in Konstanz; † 27. September 1895 ebenda) war ein badischer, deutscher Arzt und Botaniker (Lichenologie). Sein offizielles botanisches Autorenkürzel lautet „Stizenb.“

## Biografie
Stizenberger studierte ab 1844 Medizin und Naturwissenschaften in Freiburg (wo er bei Alexander Braun Botanik und bei Karl Fromherz Geologie und Mineralogie studierte)  mit der Promotion in Medizin 1850 mit einer paläontologischen Dissertation (Übersicht über die Versteinerungen des Großherzogtums Baden). 1848/49 studierte er auch in Zürich. Danach setzte er sein Studium in Wien und Prag fort, bevor er sich nach erfolgter Staatsprüfung (1851) als Arzt in seiner Heimatstadt Konstanz niederließ. Er war auch langjähriger leitender Arzt des Stadtspitals, zweiter Gerichtsarzt und ab 1852 Visitator der Apotheken.
Als Botaniker befasste er sich mit Flechten und Algen. Er bearbeitete zum Beispiel die Flechten der Novara-Expedition und die Flechten-Sammlung von Robert Reuleaux in Nordamerika.
Am 15. November 1863 (Matrikel-Nr. 2003) wurde er mit dem Beinamen Hedwig III. Mitglied der Leopoldina.
Er erstbeschrieb die Flechtengattung Anzia.
Neben Botanik befasste er sich leidenschaftlich mit Musik (er spielte Harmonium) und schrieb eine Musikgeschichte Badens. Stizenberger war Führer der badischen Volkspartei. Er war auswärtiges Mitglied der St. Gallischen Naturwissenschaftlichen Gesellschaft, in deren Jahresberichten er viel veröffentlichte, und korrespondierendes Mitglied der Naturforschenden Gesellschaft Zürich.

## Schriften
- Uebersicht der Versteinerungen des Grossherzogthums Baden. J. Diernfellner, Freiburg i./B. 1851 Google Books
- Ueber die zu Heilzweken dienenden Injections- und Saugapparate und deren Anwendung für Aerzte und Studirende. Ebner & Seubert, Stuttgart 1856 Archive
- Dr. Ludwig Rabenhorst's Algen Sachsens, resp. Mitteleuropas, Decade I–C, systematisch geordnet (unter Zugrundelegung eines neuen Systems). C. Heinrich, Dresden 1860 Google Books
- Beitrag zur Flechtensystematik, Jahresbericht der St. Galler Naturforschenden Gesellschaft 1861/62
- Ueber den gegenwärtigen Stand der Flechtenkunde, in: Flora, 1861
- Kritische Bemerkungen über die Lecideaceen mit nadelförmigen Sporen. E. Blochmann & Sohn, Dresden 1863 Google Books
- Lecidea sabuletorum Flörke und die ihr verwandten Flechten-Arten. E. Blochmann & Sohn, Dresden 1867 Google Books
- Rosenthals Forschungsexpedition nach Nowaja Semlja. Verzeichnis der von Th. von Heugel hiebei gesammelten Flechten. Petermanns Geographische Mitteilungen 1872
- Botanische Plaudereien über die Flechten (Lichenes), Glarus 1873
- Kriegsbereitschaft im Reiche Floras. Jahresbericht der St. Galler Naturf. Ges., 1873/74
- Index lichenum hyperboreorum. Jahresbericht der St. Galler Naturf. Ges., 1874/75
- Die ökonomischen Beziehungen der Flechten. Jahresbericht der St. Galler Naturf. Ges., 1877/78
- Lichenes Helvetici. Jahresbericht der St. Galler Naturf. Ges., 1880/81, 1881/82
- Grundlinien einer Geschichte der Tonkunst im Lande Baden. 1883
- Lichenes Insulae Maderae. Extr. do Boletim da Soc. Brot., 1887
- Lichenaea Africana. Jahresbericht der St. Galler Naturf. Ges., 1888/89, Supplementa 1891/92, Addenda und Corrigenda 1893/94
- Die Grübchenflechten, Strictei und ihre geographische Verbreitung. in: Flora, 1895, Ergänzungsband

### Als Herausgeber
- Karl Fromherz: Handbuch der Geologie. E. Schweizerbart’sche Verlagshandlung und Druckerei, Stuttgart 1856 (posthum herausgegeben von Ernst Stizenberger) Archive

- 1857 bis 1878 gab er mit Ludwig Rabenhorst und Alexander Braun Characeen Europas heraus und trug zu den Exsiccaten von Rabenhorst bei. Mit den mit ihm befreundeten Josef Bernhard Jack und Ludwig Leiner gab er die Kryptogamen Badens heraus (rund 1000 Nummern).